# طب نفس الإدمان
الطب النفسي للإدمان (بالإنجليزية: Addiction psychiatry)‏ هو تخصص طبي فرعي في الطب النفسي يركز على تقييم وتشخيص وعلاج الأشخاص الذين يعانون من اضطراب واحد أو أكثر متعلق بالإدمان. قد يشمل هذه الاضطرابات التي تشمل العقاقير القانونية وغير القانونية والمقامرة والجنس والطعام وغيره من اضطرابات السيطرة على الاندفاعات. الإدمان الأطباء النفسيين هم خبراء تعاطي المخدرات. وقد أدت الكميات المتنامية من المعرفة العلمية، مثل الآثار الصحية والعلاجات إلى تعاطي المخدرات، إلى التقدم في مجال الطب النفسي للإدمان. وقد سمحت هذه التطورات في فهم علم الأعصاب السلوك مكافأة، جنبا إلى جنب مع التمويل الاتحادي، لفرصة وافرة للبحث في مجال الطب النفسي الإدمان. يعد الطب النفسي للإدمان مجالًا متناميًا، وهناك حاليًا طلب كبير على خبراء تعاطي المخدرات في القطاعين الخاص والعام.

## روابط الخارجية
- Addiction and Substance Use Disorders